# 壁宿增十八
飛馬座87，又名BD+17 7，HD 448、SAO 91734、HR 22，是飛馬座的一颗恒星，视星等为5.53，位于銀經108.99，銀緯-43.51，其B1900.0坐标为赤經0h 3m 52.8s，赤緯+17° -43.51′ 22″。